# Кронон, Уильям
Уильям «Билл» Кронон (англ. William (Bill) Cronon; род. 11 сентября 1954, Нью-Хейвен[…]) — американский историк окружающей среды, а также американского Запада, писатель. Дважды доктор философии (1981, 1990), именной исследовательский профессор-эмерит Висконсинского университета в Мадисоне, прежде профессор Йеля (до 1992), член Американского философского общества (1999). Макартуровский стипендиат (1985).
В 2012 году президент Американской исторической ассоциации.
Вырос в Висконсине и окончил Висконсинский университет в Мадисоне (бакалавр, 1976), где его отец, историк, был деканом; при поступлении намеревался стать экологом или геологом, однако получит двойную специализацию по истории и английскому языку; особое влияние на него там оказал Dick Ringler. Получил в Йеле две магистерских степени (MA, 1979, MPhil, 1980), а также докторскую (занимался там у Howard R. Lamar) — перед той получил еще одну докторскую степень в Оксфорде.
Более десяти лет проработал на кафедре истории Йеля, после чего в 1992 году стал именным профессором (Frederick Jackson Turner Professor) истории Висконсинского университета в Мадисоне, с 2003 года также исследовательский профессор, с 2020 года эмерит. Являлся президентом Американского общества экологической истории (1989-1993). Член Висконсинской академии наук, искусств и литературы, а также Американской академии искусств и наук (2006).
Специалист по истории окружающей среды, ландшафта и по исторической географии Северной Америки, в первую очередь США и второстепенно — Канады.
Первая книга — Changes in the Land: Indians, Colonists, and the Ecology of New England (Hill & Wang, 1983) — год спустя была отмечена Francis Parkman Prize, называется ранней классикой экологической истории. Его книга Nature’s Metropolis: Chicago and the Great West (1991) была его докторской диссертацией и удостоилась Heartland Prize и в 1992 году — Bancroft Prize, а в 1993 — George Perkins Marsh Prize, также была одним из трех финалистов Пулитцеровской премии по истории. Соредактор Under an Open Sky: Rethinking America’s Western Past (W. W. Norton, 1992).
Был женат, есть дети.